# هاسکارل

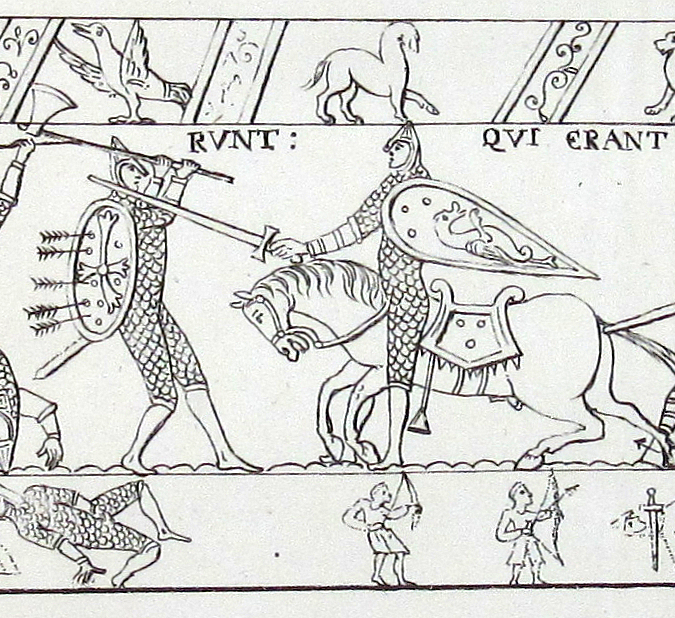
یک هاسکارل (سمت چپ) در برابر یک شوالیه نورمن (سمت راست) در نبرد هستینگز.

هاسکارل (انگلیسی: Housecarl - نروژی باستان: húskarlar) در اروپای سده میانه نگهبانان و پاسداران شخصی پادشاهان و بزرگ زادگان دانمارک و ناحیه اسکاندیناوی بودند. هاسکارل‌ها نیروهای ویژه ای بودند که وظیفه دفاع و پاسداری از پادشاهان اسکاندیناوی در دوران باستان و قرون وسطی را بر عهده داشتند. آن‌ها نگهبانان شاهی همانند گارد پرتورین در روم باستان بودند. ریشه واژه huskárl در نروژی باستان به صورت تحت‌اللفظی به معنای مردخانه است. بنابراین به گروهی از مردانی اطلاق می‌شده که به منظور نگهبانی از یک خانه شخصی و شخص ویژه ای استخدام می‌شدند. هاسکارل‌ها نخستین و تنهاترین نیروهای حرفه‌ای در ناحیه اسنکاندیناوی بودند. گرچه نمونه‌های یافت شده که آن‌ها به عنوان سرباز زرخرید نیز بخدمت درآمده‌اند. هاسکارل‌ها به‌طور معمول به تبر جنگی دانمارکی مسلح بودند و شمار آن‌ها در یک ناحیه ممکن بود به دو هزار تن برسد. 
آوازه هاسکارل‌ها در تاریخ اروپا به هنگام اشغال انگلستان بدست کانوت بزرگ، پادشاه دانمارک و ورود آن‌ها به این کشور برمی گردد. کانوت سه هزار نیرویی که همراه خود به انگلستان آورده بود روانه خانه کرد و تنها نود تن از پاسداران شخصی وی (هاسکارل ها) که به وفاداری به اربابانشان متمایز بودند در انگلستان ماندگار شدند.